# 天龍山室駅
天龍山室駅（てんりゅうやまむろえき）は、静岡県磐田郡佐久間村大字佐久間字山室（現・浜松市天竜区佐久間町佐久間字山室）にあった日本国有鉄道（国鉄）飯田線の駅（廃駅）。
佐久間ダム建設に伴う飯田線佐久間 - 大嵐間の経路変更に伴い廃止された。駅跡地は佐久間湖の湖底に沈んでいる。

## 歴史
- 1936年（昭和11年）11月10日：三信鉄道の駅として開業。一般駅[1]。
- 1943年（昭和18年）8月1日：国有化、鉄道省（後の日本国有鉄道）飯田線の駅となる[1]。
- 1955年（昭和30年）11月11日：経路変更に伴い廃止[1]。

## 駅構造
島式ホーム1面2線、単式ホーム1面1線を持つ地上駅であった。

## 駅周辺
駅は天竜川の東岸にあった。周辺には、佐久間村の山室（やんむろ、やんぶろ）集落があった。
駅からは木材運搬用のベルトコンベアと索道が延びており、天竜川の川べりにある貯木場とを結んでいた。また天竜川の少し上流には舟下りの難所の激流、山室潭があり、やや下流の旧豊根発電所付近、湯島集落には温泉が湧き出ていた。

## 隣の駅
日本国有鉄道
飯田線
豊根口駅 - 天龍山室駅 - 白神駅